# Neustädter Wache (Quedlinburg)

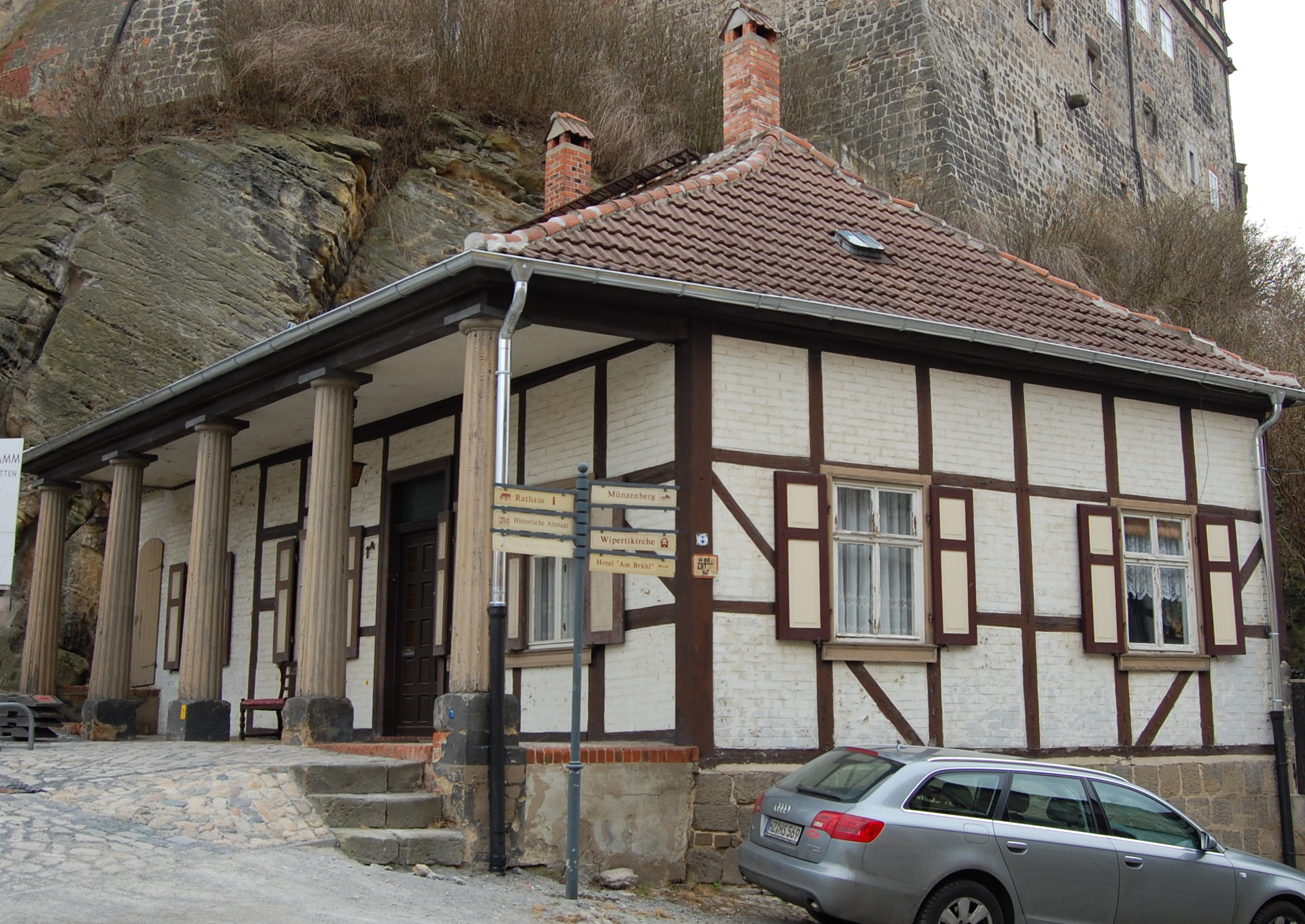
Neustädter Wache

Die Neustädter Wache ist ein denkmalgeschütztes Torhaus in der Stadt Quedlinburg in Sachsen-Anhalt.

## Lage
Das Gebäude befindet sich an der Adresse Schloßberg 1a unmittelbar am Aufgang zum Quedlinburger Schlossberg, an dessen Nordwestseite.

## Architektur und Geschichte
Das eingeschossige Fachwerkhaus wurde nach einer Bauinschrift im Jahr 1726, nach anderen Angaben 1728, auf einem hohen Sandsteinsockel errichtet. Im Quedlinburger Denkmalverzeichnis ist das Gebäude als Torhaus eingetragen. An der dem Aufgang zum Schloss zugewandten Nordseite befinden sich kannelierte, hölzerne Säulen in dorischer Ordnung, die dieser Gebäudelängsseite ein portikusartiges Erscheinungsbild geben.